# Mary Warnock
Pour les articles homonymes, voir Warnock.
Helen Mary Warnock, baronne Warnock, née Wilson le 14 avril 1924 à Winchester et morte le 20 mars 2019, est une philosophe britannique, spécialiste de l'éthique, de la philosophie de l'éducation, de l'existentialisme et de la philosophie de l'esprit. Elle est principale du Girton College de 1984 à 1991. Elle est faite baronne Warnock of Weeke en 1985.

## Biographie
Mary Wilson est la plus jeune fille d'Archibald et Ethel Wilson, benjamine d'une fratrie de sept enfants. Son père, qui est headmaster et professeur d'allemand au Winchester College, meurt peu avant sa naissance,. Son frère aîné Duncan Wilson est diplomate puis master de Corpus Christi College. Son grand-père maternel, Sir Felix Schuster (en), est un banquier originaire de Francfort-sur-le-Main, installé à Londres à partir de 1873. Elle fait ses études secondaires à la St Swithun's School de Winchester puis à la Prior's Field School de Guildford. 
Elle fait des études de lettres classiques au Lady Margaret Hall d'Oxford, qu'elle interrompt pour participer à l'effort de guerre de 1942 à 1946, en enseignant à la Sherborne School. Elle revient finir ses études à Lady Margaret Hall, dont elle est diplômée de philosophie (BPhil) avec mention très bien. Elle se marie en 1949 avec Geoffrey Warnock, fellow au Magdalen College, futur vice-chancelier de l'université d'Oxford et le couple a cinq enfants. 
Elle devient elle-même enseignante-chercheuse, au St Hugh's College de 1949 à 1966. De 1966 à 1972, elle est directrice de la Oxford High School. Puis elle est chercheuse associée au Lady Margaret Hall, et entre 1976 et 1984, est chercheuse au St Hugh's College. 
Elle est principale du Girton College de Cambridge de 1984 à 1991, où elle succède à Brenda Ryman. Elle est remplacée par Juliet Campbell. 
Elle est faite baronne Warnock of Weeke en 1985.
En 2000, Mary Warnock est nommée professeure de rhétorique au Gresham College de Londres.

## Activités institutionnelles
Mary Warnock est membre de l'Independent Broadcasting Authority (IBA) du Royaume-Uni de 1973 à 1981. 
Elle préside plusieurs commissions de recherche, notamment sur l'éducation spécialisée de 1974 à 1978, sur les expérimentations animales et la pollution de 1979 à 1985, et de 1982 à 1984 sur la PMA.
Elle est nommée membre d'honneur de la British Academy en 2000.
Mary Warnock participe au comité qui réfléchit à ce qui deviendra le Human Fertilisation and Embryology Act 1990 (en) des lois sur la procréation et milite en faveur de l’euthanasie des personnes atteintes de démence sénile si celles-ci en font la demande.

## Publications
- Existentialism, Oxford Paperbacks, 1970  (ISBN 0-19-888052-9)
- Imagination (1976)
- Schools of Thought, Faber and Faber, 1977  (ISBN 0-571-11161-0)
- Memory (1987)
- Imagination & Time, Blackwell Publishers, 1994  (ISBN 0-631-19019-8)
- A Memoir – People and Places, Duckworth, 2001  (ISBN 0-7156-2955-7)
- Making Babies: Is There A Right To Have Children? 2001  (ISBN 84-9784-006-2)
- The Intelligent Person'S Guide to Ethics, (1998  (ISBN 84-7506-574-0)
- Nature and Mortality: Recollections of A Philosopher in Public Life, 2004  (ISBN 0-8264-7323-7)
- An Intelligent Person'S Guide to Ethics, Duckworth, 2004  (ISBN 0-7156-3320-1),
- Easeful Death: Is there, avec Elisabeth Macdonald, Oxford University Press, 2008  (ISBN 9780191580024).
- Special Educational Needs. A New Look, avec B. Norwich, L.Terzi, ed., Continuum International Publishing Group, London-New York, 2010[10].

Elle est l'auteur de plusieurs rapports de commission :
- Report of the Committee of Enquiry into Human Fertilisation and Embryology Londres, sur hfea.gov.uk, 1984.